# Аль-Амін
Мухаммед аль-Амін (*787 — 27 вересня 813) — 6-й володар Багдадського халіфату.

## Життєпис
Походив з династії Аббасидів. Старший син халіфа Гарун ар-Рашида та Зубайди бінт Джафар (онуки халіфа аль-Мансура). Народився 787 року в Багдаді. Про молоді роки замало відомостей. У 802 році смерті Гарун ар-Рашид призначив аль-Аміна спадкоємцем трону, а його зведеного брата аль-Мамуна валі (намісником) Хорасану зі значними правами. Також після смерті аль-Аміна аль-Мамун повинен був стати новим халіфом.
У 809 році після смерті Гарун-ар-Рашида аль-Аміна оголошено новим володарем Багдадського халіфату. Із самого початку він повів боротьбу за обмеження прав свого брата аль-Мамуна та відновлення фактичного контролю над Хорасаном. Спочатку аль-Амін повернув основні війська з Хорасану до Іраку. Згодом намагався підпорядкувати фінанси Хорасану своїй службі у м. Рей. У 810 році оголосив сина Мусу спадкоємцем, закликавши аль-Мамуна визнати це рішення та повернутися до Багдада. Втім останній відмовився підкорятися аль-Аміну.
Поступово аль-Амін вступив у відкритий конфлікт з братом. Спочатку він затримав родину аль-Мамуна в Багдаді, потім відмовив у фінансовій та військовій підтримці. У відповідь той захопив північну Персію. Зрештою у березні 811 року аль-Амін відправив війська на чолі з Алі ібн Ісою ібн-Маханом проти аль-Мамуна, розглядаючи того як заколотника. Втім, у битві при Реї війська Алі зазнали цілковитої поразки від мамунівського військовика Тахіра ібн Хусейна (в подальшому засновника держави Тахіридів).
Ця невдача підірвала авторитет влади аль-Аміна, внаслідок чого в різних місцях почалися повстання. Спочатку вибухнув заколот у Сирії, але спроба його придушити провалилася: військовик аль-Аміна — Абд аль-Малік ібн Саліх зазнав поразки й загинув. У Багдаді спалахнуло повстання на чолі з Хусейном ібн-Алі (сином ібн-Махана), який зумів повалити аль-Аміна, оголосивши себе валі аль-Мамуна. Втім вірні війська аль-Аміна відновили того на троні. Водночас два війська аль-Аміна на чолі із Ахмадом ібн Мазядом та Абдаллахом ібн Гумайдом, що рушили 812 року проти аль-Мамуна через неузгодженість не змогли здобути успіху. Незабаром аль-Мамуна вдалося налаштувати один проти одного військовиків аль-Аміна. Скориставшись з цього, війська аль-Мамуна протягом 812 року захопили майже всю Персію, частину Південного Іраку та Бахрейн.
У 812 році відкололися від аль-Аміна Басра і Куфа, а потім у Мецці підняв повстання Дауд ібн-Іса, який схилив увесь Хіджаз на бік аль-Мамуна. Після цього проти аль-Аміна на Багдад рушили Тахір ібн-Хусейн та Харсама ібн-Айян, які неподалік від столиці халіфату перемогли війська аль-Аміна, слідом за цим взяли в облогу Багдад. Незабаром ворог увірвався до міста. За цих обставин аль-Амін пообіцяв зректися влади в обмін на вільний вихід з міста, що й обіцяв йому Харсама ібн-Айян. Втім, зрештою, аль-Амін потрапив у полон й того ж дня його страчено за наказом Тахіра. Новим халіфом став його брат аль-Мамун.

## Родина
1. Дружина — Аріб бінт аль-Ма'муніяй (з Лівану)
Діти:
- Муса
- Абдуллах

2. Дружина — Лубана бінт Алі ібн аль-Махді
дітей не було
Аль-Амін також відомий був своєю бісексуальністю, значний відрізок час проводив з євнухами гарему. Його відомим коханцем був раб Каутар.